# Julia Barco
Julia Barco es una artista y cineasta colombiana residente en México.

## Biografía
Sus vídeos han sido exhibidos en museos y galerías como el MoMA, Nueva York, National Museum of Women in the Arts, Washington D.C.; MACO (Museo de Arte Contemporáneo de Oaxaca), México; Estación Indianilla, México, D.F. Asimismo ha participado en exhibiciones colectivas como Thorn of the Mountain, MoMA, NY, 1997; Video-therapy, MOV, NY, 2002; Risk/Riesgo, Felix Bilingual Issue, 2003; Caudal del Sur, México, 2006; Mexparismental, París, 2009; MAMAZ, Bienal de La Habana, 2009; Cali Contemporáneo, Cali, 2009.

### Educación
Tiene una Maestría en Estudios Visuales (Masters of Science in Visual Studies), del Massachusetts Institute of Technology; Cambridge, Massachusetts y una Licenciatura en Humanidades de la Universidad de Cornell, Ithaca, NY.
En 1996 recibió la MacArthur Rockefeller Intercultural Film, Video and Multimedia Grant.

### Obra
Durante años puso su quehacer al servicio de diversas ONG, universidades e instituciones con las que tenía coincidencias. Pero siempre ha tenido proyectos personales donde “lo personal es político” y el sentido estético de la realidad vuelve lo cotidiano en extraordinario.”
Para Julia Barco el video ha sido una forma de procesar y comentar las experiencias que va teniendo. Le interesa el momento en que se revela la esencia de una situación.
Gran parte de su obra ha sido lo que ella llama “mini doxs“…esos periplos externos se convierten en recorridos interiores, cada vez más abstractos, donde pretende detonar pequeñas granadas al interior de cada espectador…como…epifanos”
En los últimos años ha creado videos de gran formato, o murales en movimiento e instalaciones.

### Exposiciones
Exposiciones Individuales
- Mapa Teatro, Bogotá, Colombia 2013
- Taller Espacio Alternativo, Oaxaca 2012
- ALUCINE Latin Media Festival, Toronto, Canada 2008.
- RETORNO A LA CAVERNA, Museo de Arte Carrrillo Gil, Ciudad de México, México, 2016

Exposiciones Colectivas
- Mexparismental, Paris, Francia
- Experiments in Cinema, Albuquerque, N. México, USA 2013'
- Bienal de la Imagen en Movimiento, Buenos Aires, Argentina 2012
- Biennal de La Habana, Cuba, con el Colectivo Mujeres Artistas y el Maíz 2009
- Mexparismental, Paris, Francia 2009
- Cali Contemporáneo, Cali 2009; Mexico, 2010
- Cinema Differents, Paris, Francia 2009
- Documentary Fortnight, MOMA, Nueva York, USA 2008
- ALUCINE, Latin Media Festival, Toronto, Canadá 2008
- Mujeres Mexico-Paris, Estación Indianilla, México, D.F 2007
- Caudal del Sur, Estación Indianilla, México, D.F 2007
- National Museum of Women in the Arts, Washington, D.C., USA 2007
- OVNI, Barcelona, España 2007
- ALUCINE, Latin Media Festival, Toronto, Canadá 2007
- Caudal del Sur, MACO, Museo de Arte Contemporáneo, Oaxaca 2006
- National Museum of Women in the Arts, Washington, D.C., USA 2006
- Oberhausen Short Film Festival, Germany 2006
- EXIS Festival, Seul, Korea 2006
- Documentary Fortnight, MOMA, Nueva York, USA 2005
- ALUCINE, Latin Media Festival, Toronto, Canadá 2005
- GEN ART, Eyebeam, Nueva York, USA 2005
- Oberhausen Short Film Festival, Germany 2003
- MOMA, Nueva York, USA 1999
- Thorn of the Mountain: new video from México, MOMA, Nueva York, USA 1997

## Reconocimientos y premios
- Premio Ficción, Suaves Geografías Festival, Mérida, Yucatán, México 2002
- MacArthur Rockefeller Intercultural Film, Video and Multimedia Grant 1996

## Publicaciones
- Lucida, serie para TV de videoarte latinamericano, Argentina 2007
- Regiones, video de Oaxaca, Paris, Francia 2004
- RISK/RIESGO, FELIX , Nueva York, USA 2003